# Portada/efemèride octubre 27
[[Fitxer:|frameless|1500px]]
Dylan Thomas
« 26 d'octubre · 27 d'octubre · 28 d'octubre »